# Comanchesaurus
Comanchesaurus là tên không chính thức cho một nhóm hóa thạch tại New Mexico ban đầu được cho là thuộc về một khủng long theropoda.